# El Cogulló (Bellver de Cerdanya)
El Cogulló és una muntanya de 1.746 metres que es troba al municipi de Bellver de Cerdanya, a la comarca de la Baixa Cerdanya.